# Беријев Бе-12
Беријев Бе-12  (рус. Бериев Бе-12) је авион амфибија који је пројектовала и израдила компанија ТАНТК Бериев. Пројектован као торпедни, противподморнички авион, за трагање и спасавање, поморске патроле и теретни превоз. Био је то двомоторни хидроавион на турбоелисни погон.

## Пројектовање и развој
Крајем педесетих година двадесетог века америчка морнарица је почела да тестира балистичке ракете Поларис намењене наоружавању својих атомских подморница. Због ограниченог домета ових ракета подморнице су требало да патролирају близу совјетске обале. У то време совјетска ратна морнарица је располагала патролним авионима Белијев Бе-6 који је у принципу био добар авион али није могао да удовољи новим захтевима, а они су били: могућност уградње нових и ефикаснијих уређаја, укључујући МАД, електромагнетне детектор аномалија, способан да открије подморницу и има адекватано наоружање да би могао да их нападне. Због тога је донета одлука да се пројектује нови авион већи од Бе-6. Задатак је поверен ОКБ Берлијеву који је био специјализован за авионе поморског ваздухоловства.
ОКБ Бериев се концентрисао на два правца, први је потпуно нови пројекат двомоторног турбомлазног летећег чамца са ознаком Бе-10 а други је редизајн провереног хидроавиона амфибије Бе-6 опремањем са два турбоелисна мотора уместо досадашњих клипних радијалних мотора. Редизајниран овог авиона је првобитно водио В.К. Костантинов, добио је ознаку Бе-12, а модел је тестиран у аеротунелу ЦАГИ у августу 1957. године. Први  прототип авиона Берлијев Бе-12 је први пут полетео у Таганрогу 18. октобра 1960.
Током упоредних испитивања између два прототипа уочено је да је Бе-12 иако спорији од Бе-10 био повољнији за ову намену. Серијка производња овог авиона је отпочела од 1963. године.

## Технички опис
Технички опис је направљен на основу извора.
Труп је потпуно металне конструкције то је уствари чамац са кобиличастим дном каскадног типа што олакшава авиону полетање због смањеног отпора. Труп је подељен на 10 непропустљивих комора. За потапање авиона је довољно оштетити било које две коморе. У трупу се налази кокпит за пилоте, кабина за навигатора у прамцу, у средњем делу је кабина радио-оператера са блистером. Кабине посада се греју топлотом издувних гасова мотора. Ова топлота се такође користи за одлеђивање виталних летних делова авиона. Највећи део трупа авиона заузима товарни део трупа са доњим вратима у кога се смешта наоружање, противподморничка торпеда и дубинске мине.
Погонска група се састоји од два турбоелисна мотора Ивченко Прогрес АИ-20Д снаге 2 х 3.964 kW и четворокраких металних вучних елиса променљивих корака. Поставњених изнад крила.
Авион је по класификацији горњокрилац. Крило је галебовог типа састављено од три дела. Средишњи део крила се уздижу из трупа и на самом прелому крила су постављени мотори. Од мотора до краја, крила су трапезастог облика са две рамењаче, попуно металне израде и основне (носеће) конструкције и облоге. На крилним конзолама су причвршћена са доње стране два неувлачива потпорна пловка. Пловци су металне конструкције и подељени су водонепропусним преградама. На доњој страни крила се налазе подвесни носачи за качење дубинских мина. Крила су опремљена закрилцима и елеронима исте конструкције као и крила. Управљање њима се врши жичаним путем уз помоч појачавача.
Два хоризонтална стабилизатора су конзолно везана за конструкцију трупа под углом од 5,5 степени. За хоризонталне стабилизаторе су везана кормила дубине. На крајевима хоризонталних стабилизатора су причвршћена два вертикална стабилизатора са кормилима правца. Сви елементи репа су направљени као металне конструкције обложени алуминијумским лимом. Сви покретни елементи репа су опремљени тримерима.
Стајни трап је класичног типа са две предње ноге и репним точком. Предње ноге се у лету или при пловидби подижу поред трупа и смештају у за то предвиђене нише са поклопцем а репни точак се увлачи у труп авиона и затвара вратима за време пловидбе и лета. Управљање стајним трапом је хидрауличним путем. Амортизација стајног трапа је уљно-пнеуматско, а кочење точкова је хидраулично. Предњи точкови су димензија 1450×520, задњи 950×350.

## Верзије
Направљено на основу извора
- Бе-12 прототип - хидроавион (1960), 2 ком.
- Бе-12 - противподморнички авион амфибија серијска производња (1963—1973), 130 ком.
- Бе-12СК - носач нуклеарне бојеве главе 5Ф -48 "Скалп" (1963)
- Бе-14 - унапређен модел за све временске услове, дан/ноћ, (1965), 1 ком.
- Бе-12ПС - верзија за трагање и спасавање (1972), 10 ком.+ 4 конверзијe.
- Бе-12Н - модернизована верзија нова авионика са ППС "Нарцис" -12 (1976), 27 конверзија.
- Бе-12НХ - теретно-путничкa верзијa, (1992), 2 конверзијe.
- Бе-12П - противпожарни авион амфибија (1992), 4 конверзијe.
- Бе-12П-200 - друга верзија противпожарног авиона амфибије (1996), 1 конверзија

## Оперативно коришћење
Производња авиона Берлијев Бе-12 је почела 1963. и трајала до 1973. године. За то време је произведено укупно 143 комада свих типова ових авиона а било их је око десетак. До 1967. године овим авионом су опремљена четири комплетна пука и распоређени у све совјетске флотне саставе (Црно море, Северно море, Балтичко море, Тихи океан). Поред коришћења ових авиона у поморском ваздухопловству Совјетског Савеза авион су још користиле морнарице Укајине, Азербејђана, Египта, Сирије и Вијетнама. Ограничени број примерака овог авиона се и данас (2023) користи.
Специјално модификован примерак, олакшан свом војном опремом и са посадом од две особе, освојио је 44 светска рекорда, све признате од стране ФАИ. Између 23. и 27. октобра 1964. постигао је шест узастопних рекорда надморске висине за турбоелисне хидроавионе-амфибије класе Ц3 Групе II, достићи плафин од 12.185 m без носивости и на 9.352 m са носивосћу од 10.000 kg. Године 1968. постигао је брзински рекорд од 552 km/h на кружној рути од 500 km, а 1970. године 530 km/h са оптерећењем од 2.200 kg на кружној рути од 1.000 km. Други пример, хидроавион без стајног трапа, такође је поставио рекорд висине за хидроавионе.

### Сачувани примерци
Тренутно су неки примерци Бе-12 изложени јавности. 
- Један Бе-12 је изложен у Централном музеју руског ваздухопловства који се налази на аеродрому Монино, 40 км источно од Москве,
- други у Музеју ваздухопловства у Таганрогу,
- трећи Бе-12 је изложен у Украјинском државном музеју ваздухопловства у Кијеву,
- четврти Бе-12 је изложен у Музеју светског океана у Калињинграду.

## Земље које су користиле авион
- Русија
- СССР
- Украјина
- Азербејџан
- Египат
- Сирија
- Вијетнам